# دریابدهای اصلی
دریابُدهای اصلی (نام علمی: Limenitis) نام یک سرده از تبار تبار دریابد است.